# Циркът на кошмарите: Чиракът на вампира
„Циркът на кошмарите: Чиракът на вампира“ (на английски: Cirque du Freak: The Vampire's Assistant) е щатско фентъзи от 2009 г., свободно базиран на трилогията „Вампирска кръв“ от поредицата книги „Историята на Дарън Шан“ от автора Дарън Шан, особено „Циркът на кошмарите“, „Чиракът на вампира“, и „Реки от кръв“. Филмът получава смесени отзиви и е комерсиален успех.